# Norman Gobbi
Norman Gobbi Vais (Faido, 23 marzo 1977) è un politico svizzero del Canton Ticino.

## Formazione e vita privata
Nel 2007 si è laureato in Scienze della comunicazione, indirizzo aziendale e istituzionale, all'Università della Svizzera italiana. Nel 2002 ha avviato un'attività lavorativa quale consulente in comunicazione e marketing.
Sposato con Elena dal 2008 e padre di due figli, William e Gaia

## Politica
Nel 1996 viene eletto al consiglio comunale di Quinto e nel 2008 entra a far parte del Municipio, a capo dei dicasteri della sicurezza e dell'economia pubblica, fino al 2011. In tale periodo è stato presidente del consiglio d'amministrazione del Parco Multifunzionale Ambrì Piotta, che si occupa della gestione dell'ex aerodromo militare di Ambrì-Piotta.
Nel 1999, quando viene eletto per la prima volta nel Gran Consiglio ticinese, che presiede nella legislatura 2008-2009. Rimane in carica fino al 2011. Nel 2009 ha diretto la seconda conferenza del San Gottardo, mini-parlamento del progetto di sviluppo regionale attorno al massiccio elvetico.
Dal 1º marzo 2010 viene eletto col partito della Lega dei Ticinesi al Consiglio nazionale, la Camera bassa dell'Assemblea federale elvetica, rimanendo in carica fino al 13 aprile 2011 data dell'elezione in Consiglio di Stato, avvenuta con 61 712 preferenze, diventando il secondo ministro della Lega dei Ticinesi, che assume la maggioranza relativa nel governo cantonale. Il 19 aprile 2015, con 73 540 voti preferenziali, viene riconfermato consigliere di Stato. Nel primo anno (2015-2016) della nuova legislatura ricopre anche la veste di presidente del Governo ticinese. Nel 2019, in occasione delle elezioni cantonali, viene riconfermato con il maggior numero di voti (71 312) tra i cinque eletti; nel maggio 2020 assume per la seconda volta la presidenza del Governo cantonale.
Dirige il Dipartimento delle istituzioni e rappresenta l'esecutivo ticinese in alcuni gruppi e comitati strategici a livello federale. In particolare è membro del comitato e della conferenza dei direttori dei dipartimenti cantonali di giustizia e polizia. È presidente della Conferenza governativa dei direttori cantonali del militare, della protezione civile e dei pompieri (RK MZF).
È inoltre il rappresentante ticinese e svizzero nella comunità di lavoro Regio Insubrica, ed è membro dell'ufficio presidenziale dal 2011.
Nel 2015 in vista dell'elezione di un nuovo consigliere federale aderisce all'Unione Democratica di Centro per figurare come loro candidato.
Nel 2023 assume l'incarico di coordinatore ad interim della Lega dei Ticinesi.

## Politica federale
Il 7 novembre 2015 la sezione ticinese dell'UDC ha presentato in conferenza stampa Norman Gobbi come suo candidato al Consiglio federale. Il Consigliere di Stato leghista, che ha aderito al partito, è stato scelto come uno dei tre candidati in corsa per l'elezione del Consiglio federale a Palazzo federale il 9 dicembre 2015. Non ha però ottenuto i voti necessari per l'elezione, e l'incarico è stato affidato a Guy Parmelin.

## Attività
Nel 1997 diventa ufficiale di milizia nell'Esercito svizzero. Nel gennaio 2021 è promosso al grado di colonnello.
È stato membro del Consiglio di Amministrazione dell'Hockey Club Ambrì-Piotta (HCAP). Pratica il tiro sportivo e presiede il Tiro storico del San Gottardo e dal 2002 al 2011 è stato membro di comitato della Federazione Ticinese delle Società di Tiro.
Ha posto la sua candidatura alla Loggia Massonica di Lugano Il Dovere nel marzo-aprile 2010 e il 19 agosto 2011 è stato invitato a un colloquio esplicativo da due esponenti della Loggia in questione, ma in seguito l'ha ritirata.